# Atsuto Uchida
Atsuto Uchida (jap. 内田 篤人, Uchida Atsuto; * 27. März 1988 in Kannami, Präfektur Shizuoka) ist ein ehemaliger japanischer Fußballspieler, der bis zu seinem Rücktritt am Ende der J1 League 2020 bei den Kashima Antlers unter Vertrag stand. Seine bevorzugte Position war die des rechten Verteidigers.
Seit Mai 2021 ist er Clubbotschafter des FC Schalke 04, für den er insgesamt sieben Jahre spielte.

## Vereinskarriere

### Zeit in Japan
Uchida ging auf die Oberschule Shimizu-Ost (清水東高校, Shimizu Higashi Kōkō), für deren Mannschaft er auch spielte. Nach seinem Abschluss im Jahr 2006 wechselte er zu den Kashima Antlers. Er spielte sich in die Stammelf und wurde ein wichtiger Teil der Abwehr. Er wurde 2006 durch eine Abstimmung unter Fans in das J. League All-Star Soccer Team berufen und ist der jüngste Spieler, der je in diesem Team gespielt hat. In den Spielzeiten 2007, 2008 und 2009 gewann er mit den Kashima Antlers die japanische Meisterschaft.

### FC Schalke 04
Zur Saison 2010/11 wechselte Uchida zum deutschen Bundesligisten FC Schalke 04, bei dem er einen Vertrag bis zum 30. Juni 2013 erhielt. Als rechter Verteidiger sollte er Rafinha ersetzen, der zum CFC Genua gewechselt war. Sein erstes Spiel für Schalke bestritt er am 1. Spieltag der Saison 2010/11 gegen den Hamburger SV. Zwar spielte Uchida nicht immer überzeugend, jedoch absolvierte er mangels Konkurrenz auf seiner Position fast alle Spiele. Während man in der Liga auf Platz 14 enttäuschte, erzielte man Erfolge in der Champions League und im DFB-Pokal. Im Sommer 2012 verlängerte er seinen Vertrag bis zum 30. Juni 2015. Im Laufe der Zeit wurde er Stammspieler auf der rechten Verteidigerposition. Am 10. Spieltag der Saison 2011/12 erzielte er bei der 2:3-Niederlage gegen die TSG 1899 Hoffenheim mit dem zwischenzeitlichen 2:2-Ausgleich sein erstes Bundesligator für Schalke 04. Während der Saison 2013/14 verletzte sich Uchida sehr schwer, sodass er fast die komplette Rückrunde und das Champions-League-Achtelfinale gegen den späteren Turniersieger Real Madrid verpasste. Dennoch wurde er für die Japanische Nationalmannschaft für die WM 2014 in Brasilien berücksichtigt und wurde rechtzeitig fit.
Aufgrund einer Patellasehnenreizung verpasste Uchida den Auftakt zur Saison 2014/15. Darunter fielen das Erstrunden-Spiel im DFB-Pokal gegen Dynamo Dresden, die ersten vier Spieltage der Bundesliga und das Auftaktspiel der Champions League 2014/15 gegen den FC Chelsea. Sein erstes Spiel nach seiner langen Verletzung bestritt er am 23. September 2014, dem 5. Spieltag, beim 3:0-Sieg gegen Werder Bremen. Eine Woche danach konnte das Derby gegen Borussia Dortmund gewonnen werden. Am 30. Oktober 2014 wurde seine Vertragsverlängerung bis 2018 bekannt gegeben. Bis zum 21. Spieltag stand Uchida über die komplette Spielzeit auf dem Spielfeld, zumeist als rechter Außenverteidiger. Das Rückrundenspiel gegen Werder Bremen verpasste er aufgrund von Knieproblemen. Nach zwei weiteren Ligaspielen, fiel er ab dem 25. Spieltag für den Rest der Saison aufgrund erneuter Patellasehnenprobleme aus. In der Saison kam er zu 19 Ligaspielen, in denen er drei Tore vorbereiten konnte. Daneben bestritt Uchida sieben Spiele in der Champions League. Aufgrund einer Verletzung verpasste er auch die komplette Hinrunde der Saison 2015/16.
Uchida absolvierte für Schalke 28 Spiele (1 Tor) in der Champions League, so viele wie kein Japaner vor ihm.

### Über Berlin in die Heimat
Am 21. August 2017 wechselte er zum 1. FC Union Berlin und unterschrieb einen bis 2018 laufenden Vertrag. Nach zwei Zweitligaeinsätzen kehrte Uchida Anfang Januar 2018 zu den Kashima Antlers zurück. Dort gab er direkt am ersten Spieltag gegen Shimizu S-Pulse sein Comeback für die Antlers. Dennoch war er 2018 nicht Stammspieler und kam nur in zwölf Ligaspielen zum Einsatz, gewann mit seinem Team aber die AFC Champions League. In der Folgesaison erging es ihm ähnlich, er lief in zehn Ligaspielen auf. Nachdem er 2020 nur zweimal zum Einsatz kam, beendete er im Sommer 2020 seine aktive Karriere im Profifußball.

## Nationalmannschaft
Uchida wurde in verschiedene Altersklassen berufen und spielte u. a. bei der Junioren-Fußballweltmeisterschaft 2007 in Kanada mit. Bereits 2006 wurde er von Ivica Osim für das Senioren-Nationalteam nominiert, spielte jedoch kein einziges Spiel. Sein internationales Debüt gab er am 26. Januar 2008 bei einem Freundschaftsspiel gegen Chile im Olympiastadion Tokio. Am 6. Februar 2008 spielte er beim 4:1-Sieg gegen Thailand 90 Minuten durch. Dadurch wurde er der jüngste japanische Spieler, der seit der Gründung der J. League 1993 in einem WM-Qualifikationsspiel gespielt hat. Sein erstes Tor erzielte er bei dem 1:0-Sieg gegen Bahrain am 22. Juni 2008 und wurde der jüngste japanische Torschütze bei einem WM-Qualifikationsspiel. Damit brach er den elf Jahre alten Rekord von Hidetoshi Nakata. Auch bei den Olympischen Sommerspielen 2008 in der Volksrepublik China spielte er für die Nationalmannschaft, schied jedoch schon in der Vorrunde aus.
Bei der WM 2010 in Südafrika, bei der Japan im Achtelfinale gegen Paraguay nach Elfmeterschießen ausschied, stand Uchida im Kader Japans, absolvierte aber keines der vier Spiele. Ein halbes Jahr später wurde er mit seinem Team Asienmeister. Im Finale gegen Australien, das Japan am 29. Januar 2011 mit 1:0 nach Verlängerung gewann, wurde er erst in der Nachspielzeit der Verlängerung ausgewechselt.
Bei der WM 2014 in Brasilien gehörte er wieder zum Kader der japanischen Nationalmannschaft und war trotz der 2:1-Niederlage gegen die Elfenbeinküste einer der auffälligsten Spieler seiner Mannschaft.

## Nach der aktiven Karriere
Am 21. Mai 2021 gab sein ehemaliger Verein FC Schalke 04 bekannt, dass Uchida als Clubbotschafter fungieren wird. Seine Aufgabe sei es, „Brücken zwischen dem Verein und dem japanischen Fußball zu bauen und den Namen, die Geschichte und die Werte Schalke 04 in Japan zu verbreiten“. Er hatte entscheidenden Anteil an der erfolgreichen Leihe seines Landsmanns Kō Itakura zu den Schalkern zur Saison 2021/22.

## Spielweise
Uchida überzeugt mit seiner enormen Laufstärke. Er glänzt durch seine Schnelligkeit und Ausdauer. Horst Heldt sagte Ende 2012 über Uchida: „Atsuto ist ein ungeheuer disziplinierter Spieler, der taktische Vorgaben eins zu eins umsetzt. Dabei lässt er das Defensivverhalten trotz aller Impulse, die er der Offensive geben will, nie außer Acht. Dazu kommt seine physische Stärke in Sachen Laufvermögen. Was er noch verbessern kann, ist die Präzision bei seinen Flanken.“ Er bildete mit Jefferson Farfán ein eingespieltes Duo.

## Erfolge
- Asienmeister 2011
- Japanischer Meister: 2007, 2008 und 2009
- DFB-Pokalsieger 2011
- DFL-Supercupsieger 2011
- AFC-Champions-League-Sieger: 2018
- Japanischer Supercup: 2009, 2010

## Trivia
Uchida besitzt eine große Popularität in seinem Heimatland Japan. Dies trug dazu bei, dass der FC Schalke 04 eine japanischsprachige Version seiner Homepage sowie seines Twitter-Kanals einführte.
Außerhalb des Fußballplatzes lieh der Pokémon-Fan Uchida als Synchronsprecher dem Charakter Uschi (jap. Usshi) im Pokémon-Film Diancie und der Kokon der Zerstörung seine Stimme.